# Oliver Setzinger
Oliver Setzinger (ur. 11 lipca 1983 w Horn) – austriacki hokeista, reprezentant Austrii, dwukrotny olimpijczyk.

## Kariera
- Wiener EV U20 (1997–1999)
- Ilves U18 (1999-2000)
- Ilves U20 (1999-2001)
- Ilves (2000–2002)
- Sport (2002)
- EHC Linz (2002)
- Vienna Capitals (2002)
- Pelicans (2002–2004)
- KalPa (2004)
- HPK (2004–2005)
- Vienna Capitals (2005–2007)
- Milwaukee Admirals (2007–2008)
- SCL Tigers (2008–2009)
- HC Davos (2009–2010)
- Lausanne HC (2010–2014)
- CSM Dunărea Galați (2014)
- EC KAC (2014-2016)
- EC Graz 99ers (2016-2021)

Wychowanek klubu WAT Stadlau. Od czerwca 2010 zawodnik Lausanne HC. W styczniu 2011 roku przedłużył kontrakt z klubem o trzy lata. Od listopada 2014 do marca 2016 zawodnik EC KAC. Od lipca 2016 zawodnik EC Graz 99ers. Po sezonie 2020/2021 odszedł z klubu.
Uczestniczył w turniejach mistrzostw świata w 2001, 2002, 2003, 2004, 2005, 2006, 2008, 2009, 2010, 2011, oraz zimowych igrzysk olimpijskich 2002, 2014.
Po zakończeniu kariery zawodniczej w czerwcu 2021 został ogłoszony kierownikiem sportowym w zespole EC Bulls Weiz na czwartym poziomie rozgrywkowym w Austrii.

## Sukcesy
Klubowe
- Brązowy medal mistrzostw Finlandii: 2001 z Ilves
- Złoty medal Mestis: 2004 z Pelicans, 2005 z HPK
- Awans do National League A: 2013 z Lausanne HC

Indywidualne
- Mistrzostwa świata do lat 18 w hokeju na lodzie mężczyzn 2000/Grupa B:
  - Pierwsze miejsce w klasyfikacji strzelców turnieju: 7 goli[8]
  - Pierwsze miejsce w klasyfikacji asystentów turnieju: 6 asyst[9]
  - Pierwsze miejsce w klasyfikacji kanadyjskiej turnieju: 13 punktów[10]
  - Pierwsze miejsce w klasyfikacji +/- turnieju: +9[11]
- Mistrzostwa Świata Juniorów w Hokeju na Lodzie 2001/I Dywizja:
  - Drugie miejsce w klasyfikacji strzelców turnieju: 5 goli[12]
  - Czwarte miejsce w klasyfikacji kanadyjskiej turnieju: 7 punktów[13]
- Mistrzostwa Świata Juniorów w Hokeju na Lodzie 2001/I Dywizja Grupa B:
  - Drugie miejsce w klasyfikacji strzelców turnieju: 6 goli[14]
  - Pierwsze miejsce w klasyfikacji asystentów turnieju: 9 asyst[15]
  - Pierwsze miejsce w klasyfikacji kanadyjskiej turnieju: 15 punktów[16]
- Mistrzostwa Świata w Hokeju na Lodzie 2008/I Dywizja:
  - Pierwsze miejsce w klasyfikacji asystentów: 8 asyst
  - Pierwsze miejsce w klasyfikacji kanadyjskiej: 11 punktów
  - Skład gwiazd
- Mistrzostwa Świata w Hokeju na Lodzie 2009/I Dywizja:
  - Pierwsze miejsce w klasyfikacji asystentów: 9 asyst
- Mistrzostwa Świata w Hokeju na Lodzie 2010/I Dywizja:
  - Pierwsze miejsce w klasyfikacji asystentów turnieju: 9 asyst
- Sezon National League B 2011/2012:
  - Pierwsze miejsce w klasyfikacji strzelców w fazie play-off: 13 goli